# Abd al-Qader al-Hoesseini

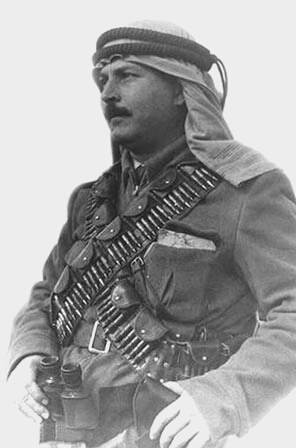
Abd al-Qader al-Hoesseini

Abd al-Qader al-Hoesseini, Arabisch: عبد القادر الحسيني, (Jeruzalem, 1907 - nabij Al-Qastal (tussen Tel Aviv en Jeruzalem), 8 april 1948) was een Palestijns nationalist en strijder. In 1933 richtte hij de Organisatie van de Heilige Strijd (Munazzamat al-Jihad al-Muqaddas) op, die hij tijdens de burgeroorlog voorafgaand aan de Arabisch-Israëlische Oorlog van 1948 samen met Hasan Salama leidde als Leger van de Heilige Strijd (Jaysh al-Jihad al-Muqaddas).
Abd al-Qader al-Hoesseini behoorde tot de invloedrijke Hoesseini-familie uit Jeruzalem. Hij was de neef van de grootmoefti van Jeruzalem, Amin al-Hoesseini en de vader van de latere Palestijnse politicus Faisal Hoesseini.
Abd al-Qader al-Hoesseini studeerde chemie aan de Amerikaanse universiteit in Caïro. Na zijn afstuderen werkte hij enige tijd voor het Britse mandaatsbestuur van Palestina. In 1936 vertrok hij tijdens de Arabisch-Palestijnse opstand naar Hebron en leidde het verzet tegen de Britten. In 1938 moest Hoesseini Palestina verlaten. Hij vluchtte naar Irak waar hij in 1941 betrokken was bij de pro-Duitse staatsgreep van Rasjid Ali.

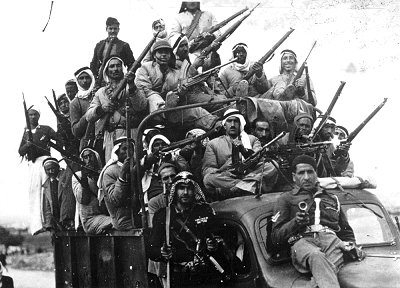
Troepen van het Leger van de Heilige Strijd

In januari 1948 keerde hij in het geheim terug naar Palestina om zijn Leger van de Heilige Strijd/Leger van de Heilige Jihad te leiden. Op 8 april 1948 kwam hij als enige om het leven bij gevechten rond de heuvel van Kastal aan de weg van Tel-Aviv naar Jeruzalem. Dit betekende een zeer grote tegenslag voor de Arabieren omdat hij gold als dégene die hen op bekwame wijze tegen de Joden kon leiden en die ieders vertrouwen had. De dag na zijn dood vertrokken de Arabieren om aanwezig te kunnen zijn bij de begrafenis van al-Hoesseini. Deze door de Arabieren verloren slag leidde ertoe dat de Hagana de controle kon verkrijgen over West-Jeruzalem.